# Chonai

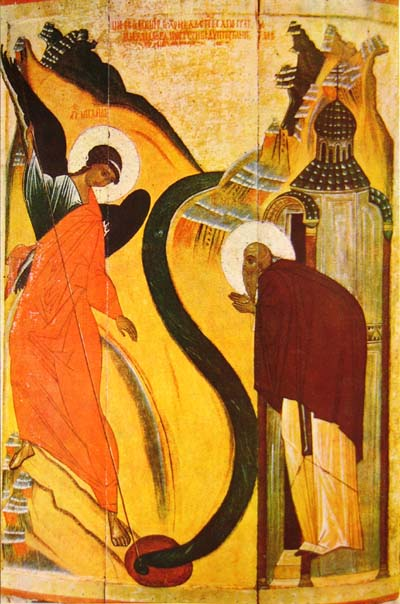
Wunder des Erzengels Michael in Chonai, russische Ikone, 15. Jhd

Chonai (gr. Χωναι) war eine byzantinische Stadt in Phrygien. Sie liegt oberhalb des heutigen türkischen Ortes Honaz am Südrand des Lykostales.
Vermutlich im Zusammenhang mit den Araberkriegen oder aufgrund von Erdbeben erfolgte im 8. Jahrhundert die Siedlungsverlagerung von dem in der Ebene gelegenen Kolossai nach dem 4 km südlich gelegenen Chonai. Chonai war in byzantinischer Zeit ein wichtiges Pilgerzentrum mit der Kirche des Erzengels Michael.
Aus Chonai stammen der berühmte byzantinische Historiker Niketas Choniates sowie der Metropolit von Athen Michael Choniates.